# Laghoualem
Laghoualem (franska: Laghoualem (CR), Laghoualem (Commune Rurale), arabiska: الغوالم) är en kommun i Marocko.   Den ligger i provinsen Khémisset och regionen Rabat-Salé-Kénitra, i den norra delen av landet, 70 km söder om huvudstaden Rabat. Antalet invånare är 12 560.